# Heinz Voß (Schauspieler)

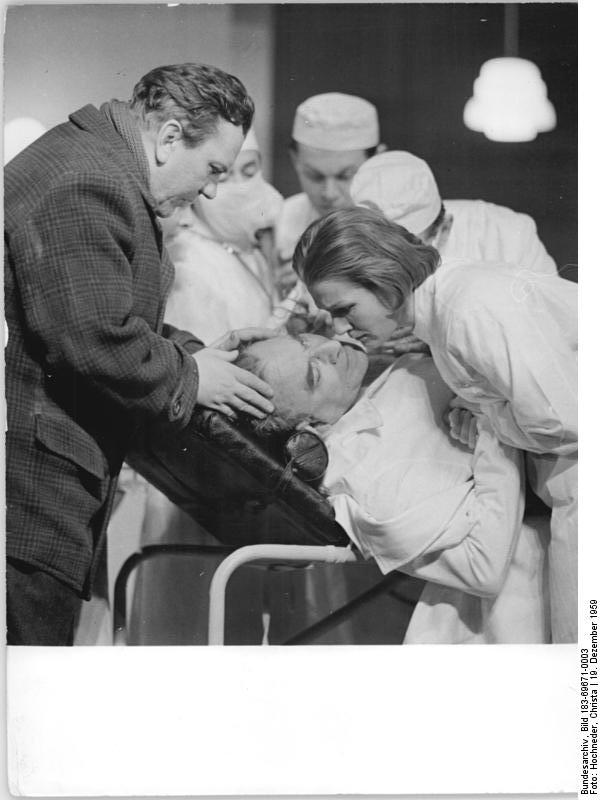
Heinz Voß (links) 1959 in dem Stück Professor Mamlock in den Berliner Kammerspielen

Heinz Karl Voß, auch Heinz Voss, (* 2. Oktober (andere Quellen 22.) 1922 in Königsberg, Ostpreußen; † 7. November 2000 in Wuppertal) war ein deutscher Schauspieler.

## Leben
Voß hatte nach dem Besuch der Volksschule eine Ausbildung zum Masseur und zum Schauspieler erhalten und seine ersten Theatererfahrungen seit den ausgehenden 30er Jahren im Chor diverser deutscher Bühnen gesammelt. Nach dem Krieg begann er an den Märkischen Landesbühnen, es folgten Verpflichtungen als Schauspieler an den beiden wichtigsten Ostberliner Spielstätten Theater am Schiffbauerdamm und Deutsches Theater.
Zur gleichen Zeit trat Voß, der bereits im Alter von neun Jahren in der Statisterie der ersten Verfilmung von Emil und die Detektive mitgewirkt hatte, mit Nebenrollen in der einen oder anderen DEFA-Filmproduktion auf. Für die Rolle des Klutig in dem 1960 gezeigten Fernsehfilm Nackt unter Wölfen erhielt er den Kunstpreis der DDR. Nach dem Mauerbau 1961 wechselte der in Berlin-Siemensstadt ansässige Voß auch beruflich in den Westen und spielte Theater in der Schweiz (Bern) und in der Bundesrepublik (langjähriges Mitglied der Wuppertaler Bühnen).

## Filmografie (Auswahl)
- 1931: Emil und die Detektive
- 1949:  Unser täglich Brot
- 1950: Bürgermeister Anna
- 1950: Das kalte Herz
- 1955: Hotelboy Ed Martin
- 1956: Der Hauptmann von Köln
- 1956: Das Traumschiff
- 1960: Blaulicht (Fernsehreihe, Folge: Splitter)
- 1972: Gladiatoren
- 1980: Tatort: Schönes Wochenende
- 1992: Der Affe Gottes

## Theater
- 1947: Bruno Frank: Sturm im Wasserglas – Regie: Rochus Gliese (Theater am Schiffbauerdamm)
- 1948: Konstantin Trenjow: Ljubow Jaworaja – Regie: Hans Rodenberg (Haus der Kultur der Sowjetunion)
- 1949: Anatoli Sofronow: Der Moskauer Charakter (Saitzew) – Regie: Hans Rodenberg (Haus der Kultur der Sowjetunion)
- 1949: Martin Remané: Das Tierhäuschen – Regie: Eva Schwarcz (Haus der Kultur der Sowjetunion)
- 1951: Juri Burjakowski: Julius Fucik (Parteiloser Häftling) – Regie: Wolfgang Langhoff (Deutsches Theater Berlin)
- 1951: Clifford Odets: Golden Boy (Frank Bonaparte) – Regie: Wolfgang Langhoff (Deutsches Theater Berlin – Kammerspiele)
- 1952: Maxim Gorki: Jegor Bulytschow und andere – Regie: Hans Jungbauer (Deutsches Theater Berlin)
- 1952: Gerhard W. Menzel: Marek im Westen (Arbeitsloser) – Regie: Werner Dissel (Deutsches Theater Berlin – Kammerspiele)
- 1953: Julius Hay: Der Putenhirt (Roßknecht) – Regie: Fritz Wendel (Deutsches Theater Berlin – Kammerspiele)
- 1953: Harald Hauser: Prozeß Wedding (Fabian Jung) – Regie: Wolfgang Langhoff (Deutsches Theater Berlin)
- 1953: Alexander Ostrowski: Tolles Geld – Regie: Fritz Wendel (Deutsches Theater Berlin)
- 1954: Albert Maltz Hotelboy Ed Martin (Kriminalkommissar) – Regie: Ernst Kahler (Deutsches Theater Berlin – Kammerspiele)
- 1955: Alfred Matusche: Die Dorfstraße (Unteroffizier) – Regie: Hannes Fischer (Deutsches Theater Berlin – Kammerspiele)
- 1955: Hedda Zinner: Lützower (Ein Lützower) – Regie: Wolfgang Langhoff (Deutsches Theater Berlin)
- 1956: Heinar Kipphardt: Aufstieg des Alois Piontek (Wächter) – Regie: Heinar Kipphardt (Deutsches Theater Berlin – Kammerspiele)
- 1956: Peter Hacks: Eröffnung des indischen Zeitalters (Pinzon) – Regie: Ernst Kahler (Deutsches Theater Berlin)
- 1956: Peter Hacks: Die Schlacht bei Lobositz (Landser) – Regie: Wolfgang Langhoff (Deutsches Theater Berlin)
- 1956: Ludvig Holberg: Viel Geschrei und wenig Wolle (Student) – Regie: Wolfgang Thal (Deutsches Theater Berlin – Kammerspiele)
- 1957: Mary Chase: Mein Freund Harvey (Krankenwärter) – Regie: Wolfgang Thal (Deutsches Theater Berlin – Kammerspiele)
- 1957: Wladimir Bill-Belozerkowski: Sturm (Matrose Bruderherz) – Regie: Wolfgang Langhoff (Deutsches Theater Berlin)
- 1958: Georg Büchner: Woyzeck (Tambourmajor) – Regie: Wolfgang Langhoff (Deutsches Theater Berlin)
- 1960: Gotthold Ephraim Lessing: Minna von Barnhelm (Paul Werner) – Regie: Wolfgang Langhoff (Deutsches Theater Berlin – Kammerspiele)
- 1961: Günter Weisenborn: Die Illegalen (Illegaler) – Regie: Ernst Kahler/Horst Drinda (Deutsches Theater Berlin – Kammerspiele)
- 1961: Anton Tschechow: Der Kirschgarten (Lopachin) – Regie: Wolfgang Heinz (Deutsches Theater Berlin)
- 1984: Georg Büchner: Woyzeck – Regie: Ulrich Greiff (Wuppertaler Bühnen)

## Hörspiele
- 1953: Herbert Torbeck/Manda Torbeck: Die letzte Meldung (Paul Peranél) – Regie: Wolfgang Schonendorf (Hörspiel – Berliner Rundfunk)
- 1953: Friedrich Karl Kaul: Aktenvermerk F (Oskar Teuscher) – Regie: Peter Brang (Hörspiel – Berliner Rundfunk)
- 1955: A. G. Petermann: Die Premiere fällt aus (Jule Jünger, Beleuchter) – Regie: Herwart Grosse (Kriminalhörspiel – Rundfunk der DDR)
- 1955: Anna Seghers: Das siebte Kreuz – Regie:Hedda Zinner (Rundfunk der DDR)
- 1957: Horst Girra: Die gläserne Spinne – Regie: Werner Wieland (Rundfunk der DDR)
- 1961: Clifford Odets: Wo ist Lefty – Regie: Fritz-Ernst Fechner (Hörspiel – Rundfunk der DDR)
- 1961: Joachim Witte: Stunde der Angst (Glöckle) – Regie: Joachim Witte (Hörspiel – Rundfunk der DDR)